# Coryphasia albibarbis
Coryphasia albibarbis är en spindelart som beskrevs av Simon 1902. Coryphasia albibarbis ingår i släktet Coryphasia och familjen hoppspindlar. Inga underarter finns listade i Catalogue of Life.